# Oberlausitzer Fußballmeisterschaft
Von 1910 bis 1933 wurde der Oberlausitzer Fußballmeister der Männer im Südostdeutschen Fußball-Verband (SOFV) ausgespielt, wobei der STC Görlitz die meisten Titel errungen hat. Der Oberlausitzer Meister qualifizierte sich für die Endrunde um die Südostdeutsche Meisterschaft.
Nicht zu verwechseln ist dieser Fußballwettbewerb mit der Gauliga Oberlausitz des Verbandes Mitteldeutscher Ballspiel-Vereine, der zur gleichen Zeit ausgetragen wurde und Vereine der sächsischen Oberlausitz beinhaltete.

## Geschichte
Die Bezirksklasse Oberlausitz war anfänglich in die Gaue Görlitz und Sagan eingeteilt, deren Sieger in einem Entscheidungsspiel die Oberlausitzer Meisterschaft ausspielten. In der Saison 1920/21 kam der Gau Hirschberg dazu. Ab der Saison 1921/22 wurde die Oberlausitzer Meisterschaft in einer Gruppe ausgespielt. Seit der Saison 1928/29 qualifizierte sich ebenfalls der Oberlausitzer Vizemeister für die südostdeutsche Meisterschaftsendrunde.
Dominiert wurde die Oberlausitzer Meisterschaft seit Beginn von Vereinen aus Görlitz und Sagan. Mit Ausnahme 1930 konnte immer ein Verein aus einer dieser beiden Städten die Meisterschaft erringen. Zu keiner Zeit jedoch konnte man ernsthaft um die südostdeutsche Meisterschaft mitspielen, zu oft unterlag man Vereinen aus Breslau, der Niederlausitz oder Oberschlesiens. Im Zuge der Gleichschaltung wurde der Südostdeutsche Fußball-Verband wenige Monate nach der Machtübernahme der Nationalsozialisten im Jahre 1933 aufgelöst. Somit hörte auch die Bezirksklasse Oberlausitz auf zu existieren. Die Vereine wurden ab 1933 der Gauliga Schlesien bzw. deren Unterbau zugeordnet.

## Ligeneinteilung
Die Oberlausitzer Fußballmeisterschaft wurde überwiegend in der eingleisigen Bezirksklasse Oberlausitz ausgespielt. Einzig in den Saisons 1913/14 bis 1920/21 wurde die Bezirksklasse in mehreren Gauen ausgespielt, deren jeweiligen Sieger in einer Endrunde die Meisterschaft und somit auch den Teilnehmer an der südostdeutschen Endrunde ausspielten. In der Saison 1913/14, sowie in der Nachkriegssaison 1919/20 gab es die Gaue Görlitz und Sagan, in der Saison 1920/21 zusätzlich noch den Gau Hirschberg. Die Bezirksklasse Niederlausitz bestand von 1910 bis zur Gleichschaltung der Nationalsozialisten 1933.
| Saison  | Name der obersten Liga  | Name der obersten Liga  | Name der obersten Liga   | Name der obersten Liga   | Name der obersten Liga  | Name der obersten Liga  |
| ------- | ----------------------- | ----------------------- | ------------------------ | ------------------------ | ----------------------- | ----------------------- |
| 1906/07 |                         |                         |                          |                          |                         |                         |
| 1907/08 |                         |                         |                          |                          |                         |                         |
| 1908/09 |                         |                         |                          |                          |                         |                         |
| 1909/10 |                         |                         |                          |                          |                         |                         |
| 1910/11 | 1. Klasse Oberlausitz   | 1. Klasse Oberlausitz   | 1. Klasse Oberlausitz    | 1. Klasse Oberlausitz    | 1. Klasse Oberlausitz   | 1. Klasse Oberlausitz   |
| 1911/12 | 1. Klasse Oberlausitz   | 1. Klasse Oberlausitz   | 1. Klasse Oberlausitz    | 1. Klasse Oberlausitz    | 1. Klasse Oberlausitz   | 1. Klasse Oberlausitz   |
| 1912/13 | 1. Klasse Oberlausitz   | 1. Klasse Oberlausitz   | 1. Klasse Oberlausitz    | 1. Klasse Oberlausitz    | 1. Klasse Oberlausitz   | 1. Klasse Oberlausitz   |
| 1913/14 | 1. Klasse Gau Görlitz   | 1. Klasse Gau Görlitz   | 1. Klasse Gau Görlitz    | 1. Klasse Gau Sagan      | 1. Klasse Gau Sagan     | 1. Klasse Gau Sagan     |
| 1919/20 | 1. Klasse Gau Görlitz   | 1. Klasse Gau Görlitz   | 1. Klasse Gau Görlitz    | 1. Klasse Gau Sagan      | 1. Klasse Gau Sagan     | 1. Klasse Gau Sagan     |
| 1920/21 | 1. Klasse Gau Görlitz   | 1. Klasse Gau Görlitz   | 1. Klasse Gau Hirschberg | 1. Klasse Gau Hirschberg | 1. Klasse Gau Sagan     | 1. Klasse Gau Sagan     |
| 1921/22 | Bezirksliga Oberlausitz | Bezirksliga Oberlausitz | Bezirksliga Oberlausitz  | Bezirksliga Oberlausitz  | Bezirksliga Oberlausitz | Bezirksliga Oberlausitz |
| 1922/23 | Bezirksliga Oberlausitz | Bezirksliga Oberlausitz | Bezirksliga Oberlausitz  | Bezirksliga Oberlausitz  | Bezirksliga Oberlausitz | Bezirksliga Oberlausitz |
| 1923/24 | Bezirksliga Oberlausitz | Bezirksliga Oberlausitz | Bezirksliga Oberlausitz  | Bezirksliga Oberlausitz  | Bezirksliga Oberlausitz | Bezirksliga Oberlausitz |
| 1924/25 | Bezirksliga Oberlausitz | Bezirksliga Oberlausitz | Bezirksliga Oberlausitz  | Bezirksliga Oberlausitz  | Bezirksliga Oberlausitz | Bezirksliga Oberlausitz |
| 1925/26 | Bezirksliga Oberlausitz | Bezirksliga Oberlausitz | Bezirksliga Oberlausitz  | Bezirksliga Oberlausitz  | Bezirksliga Oberlausitz | Bezirksliga Oberlausitz |
| 1926/27 | A-Liga Oberlausitz      | A-Liga Oberlausitz      | A-Liga Oberlausitz       | A-Liga Oberlausitz       | A-Liga Oberlausitz      | A-Liga Oberlausitz      |
| 1927/28 | A-Liga Oberlausitz      | A-Liga Oberlausitz      | A-Liga Oberlausitz       | A-Liga Oberlausitz       | A-Liga Oberlausitz      | A-Liga Oberlausitz      |
| 1928/29 | A-Liga Oberlausitz      | A-Liga Oberlausitz      | A-Liga Oberlausitz       | A-Liga Oberlausitz       | A-Liga Oberlausitz      | A-Liga Oberlausitz      |
| 1929/30 | A-Liga Oberlausitz      | A-Liga Oberlausitz      | A-Liga Oberlausitz       | A-Liga Oberlausitz       | A-Liga Oberlausitz      | A-Liga Oberlausitz      |
| 1930/31 | A-Liga Oberlausitz      | A-Liga Oberlausitz      | A-Liga Oberlausitz       | A-Liga Oberlausitz       | A-Liga Oberlausitz      | A-Liga Oberlausitz      |
| 1931/32 | A-Klasse Oberlausitz    | A-Klasse Oberlausitz    | A-Klasse Oberlausitz     | A-Klasse Oberlausitz     | A-Klasse Oberlausitz    | A-Klasse Oberlausitz    |
| 1932/33 | A-Klasse Oberlausitz    | A-Klasse Oberlausitz    | A-Klasse Oberlausitz     | A-Klasse Oberlausitz     | A-Klasse Oberlausitz    | A-Klasse Oberlausitz    |

|  | Eingleisige Liga  |
|  | Mehrgleisige Liga |
|  | kein Ligabetrieb  |

### Ligasystem
Das Ligasystem wurde mehrfach umgestellt und angepasst, ab den 1930er Jahren ergab sich folgendes Bild.
| Ebene | Spielklassen des Bezirkes Oberlausitz 1931/32                                                                  | Spielklassen des Bezirkes Oberlausitz 1931/32                                                                  |
| ----- | --- | --- |
| 1     | A-Klasse Oberlausitz 8 Mannschaften Platz 1–2: Qualifikation südostdeutsche Endrunde Platz 8: Relegationsspiel | A-Klasse Oberlausitz 8 Mannschaften Platz 1–2: Qualifikation südostdeutsche Endrunde Platz 8: Relegationsspiel |
| 2     | B-Klasse Görlitz 7 Mannschaften Platz 1: Endspiel um die B-Klassen-Meisterschaft                               | B-Klasse Sagan 8 Mannschaften Platz 1: Endspiel um die B-Klassen-Meisterschaft Platz 8: Relegationsspiel       |
| 3     | Kreisklassen                                                                                                   | Kreisklassen                                                                                                   |

## Oberlausitzer Meister 1911–1933
| Saison  | Oberlausitzer Meister   | Abschneiden südost- deutsche Meisterschaft | Südostdeutscher Meister           |
| ------- | ----------------------- | ------------------------------------------ | --------------------------------- |
| 1910/11 | SC Preußen Görlitz A    | Vorrunde                                   | FC Askania Forst                  |
| 1911/12 | SC Preußen Görlitz      | Vorrunde                                   | ATV Liegnitz                      |
| 1912/13 | SC Preußen Görlitz      | Vorrunde                                   | FC Askania Forst                  |
| 1913/14 | SC Preußen Görlitz      | Halbfinale                                 | FC Askania Forst                  |
| 1919/20 | Saganer SV              | Vorrunde                                   | Vereinigte Breslauer Sportfreunde |
| 1920/21 | STC Görlitz             | Halbfinale                                 | Vereinigte Breslauer Sportfreunde |
| 1921/22 | ATV 1847 Görlitz        | Vierter                                    | Vereinigte Breslauer Sportfreunde |
| 1922/23 | STC Görlitz B           | Fünfter B                                  | Vereinigte Breslauer Sportfreunde |
| 1923/24 | Saganer SV              | Fünfter                                    | Vereinigte Breslauer Sportfreunde |
| 1924/25 | Saganer SV              | Fünfter                                    | FC Viktoria Forst                 |
| 1925/26 | Saganer SV              | Fünfter                                    | Breslauer SC 08                   |
| 1926/27 | STC Görlitz             | Siebter                                    | Vereinigte Breslauer Sportfreunde |
| 1927/28 | SpVgg Gelb-Weiß Görlitz | Achter                                     | Breslauer SC 08                   |
| 1928/29 | Saganer SV              | Vierter (Verliererstaffel)                 | SC Preußen Zaborze                |
| 1929/30 | Laubaner SV             | Fünfter (Verliererstaffel)                 | Beuthener SuSV 09                 |
| 1930/31 | SpVgg Gelb-Weiß Görlitz | Zweiter (Verliererstaffel)                 | Beuthener SuSV 09                 |
| 1931/32 | SpVgg Gelb-Weiß Görlitz | Vierter (Verliererstaffel)                 | Beuthener SuSV 09                 |
| 1932/33 | SpVgg Gelb-Weiß Görlitz | Sechster (Verliererstaffel)                | Beuthener SuSV 09                 |

## Oberlausitzer Vizemeister 1929–1933
| Jahr    | Oberlausitzer Vizemeister | Abschneiden südost- deutsche Meisterschaft | Südostdeutscher Meister |
| ------- | ------------------------- | ------------------------------------------ | ----------------------- |
| 1928/29 | STC Görlitz               | Erster (Verliererstaffel)                  | SC Preußen Zaborze      |
| 1929/30 | STC Görlitz               | Erster (Verliererstaffel)                  | Beuthener SuSV 09       |
| 1930/31 | STC Görlitz               | Dritter (Verliererstaffel)                 | Beuthener SuSV 09       |
| 1931/32 | SpVgg Bunzlau             | Zweiter (Verliererstaffel)                 | Beuthener SuSV 09       |
| 1932/33 | SpVgg Gelb-Weiß Görlitz   | Erster (Verliererstaffel)                  | Beuthener SuSV 09       |

## Rekordmeister
Oberlausitzer Rekordmeister ist STC Görlitz, der den Titel 7 Mal gewinnen konnte.
|  | Verein                           | Titel | Jahr                                     |
|  | -------------------------------- | ----- | ---------------------------------------- |
|  | SC Preußen Görlitz / STC Görlitz | 7     | 1911, 1912, 1913, 1914, 1921, 1923, 1927 |
|  | Saganer SV                       | 5     | 1920, 1924, 1925, 1926, 1929             |
|  | SpVgg Gelb-Weiß Görlitz          | 4     | 1928, 1931, 1932, 1933                   |
|  | ATV 1847 Görlitz                 | 1     | 1922                                     |
|  | Laubaner SV                      | 1     | 1930                                     |